# لويس بومان
لويس بومان (بالإنجليزية: Louis Bauman)‏ هو كاتب أمريكي، ولد في 13 نوفمبر 1875 في نورا سبرينغز في الولايات المتحدة، وتوفي في 8 نوفمبر 1950 في واشنطن العاصمة في الولايات المتحدة.